# Tiki-taka

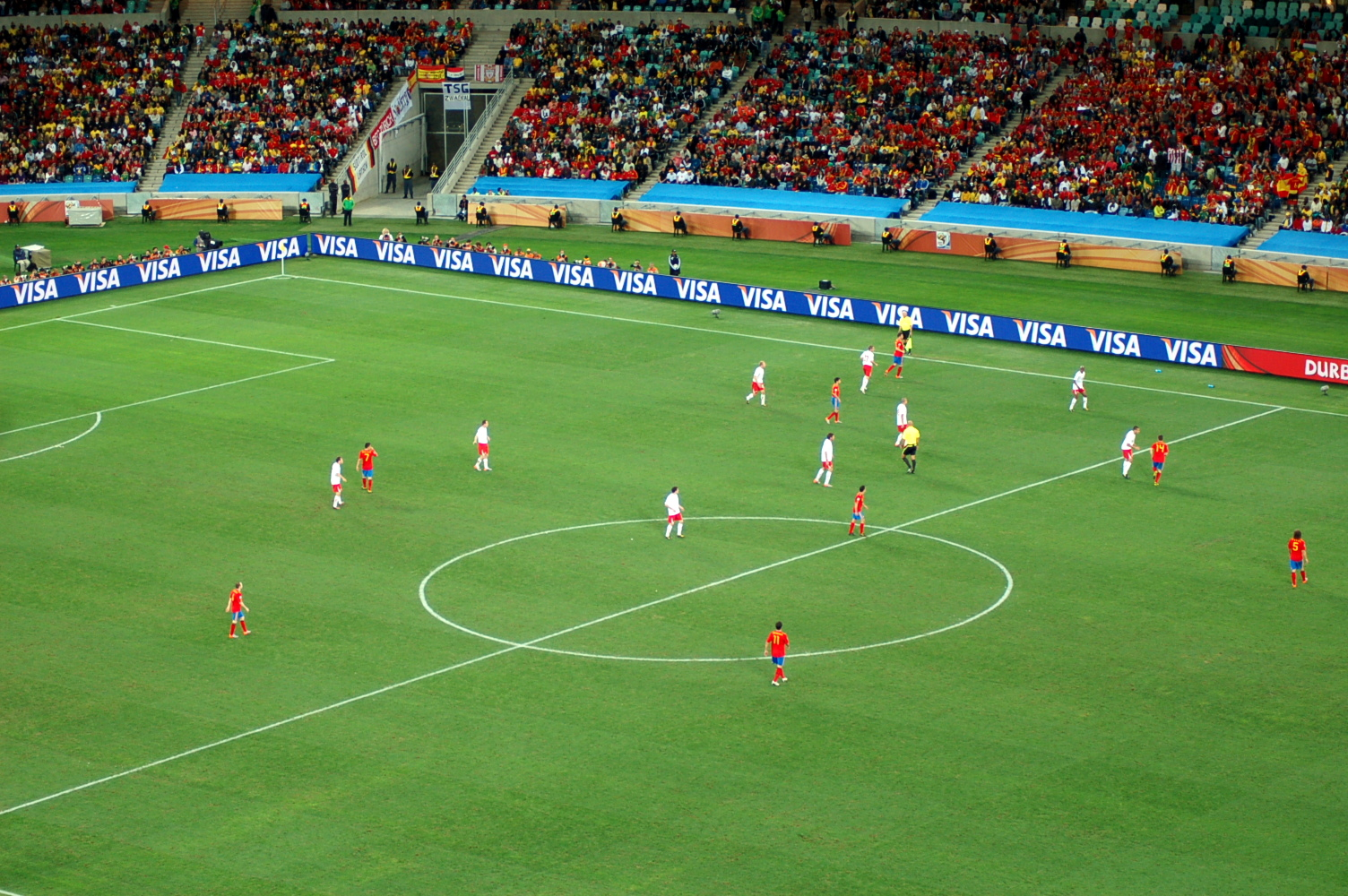
O uso do sistema Tiki-taka levou a Seleção Espanhola para a vitória da final da Copa do Mundo de 2010.

Tiki-taka Estilo de jogo no futebol caracterizado por passes curtos e movimentação, trocando passes por diversos setores e mantendo a posse. O estilo é principalmente associado à seleção espanhola desde 2006, sob o comando de Luis Aragonés e Vicente del Bosque. Os métodos do tiki-taka foram associados aos Barcelona a partir de 2009, especialmente na era de Pep Guardiola. No entanto, Guardiola se distanciou desse rótulo, afirmando: "Eu detesto todo esse passe pelo passe" e explicando: "Você tem que passar a bola com uma intenção clara, com o objetivo de chegar ao gol adversário." 
Seu desenvolvimento e influência remontam à gestão de Johan Cruyff no Barcelona no final dos anos 1980 e seguem até os dias atuais.

## Origens
O jornalista espanhol Andrés Montes é geralmente creditado por inventar e popularizar a expressão tiki-taka durante uma narração pela emissora LaSexta pela Copa do Mundo FIFA de 2006, embora o termo seja de uso coloquial no futebol espanhol e possivelmente originado por Javier Clemente. Em sua narração ao vivo da partida entre Espanha e Tunísia, Montes usou a seguinte frase para descrever o estilo preciso, elegante e de passes da Espanha: "Estamos tocando tiki-taka tiki-taka". A origem da frase pode ser onomatopeica (referindo-se ao espaço curto dos passes entre os jogadores) ou derivada de um brinquedo malabarista chamado tiki-taka em espanhol (bolimbolacho em português).
As raízes do que mais tarde se tornaria conhecido como Tiki-taka é erroneamente associada ao treinador romeno Angelo Niculescu, que também a implementou na Seleção Romena de Futebol que disputou a Copa do Mundo FIFA de 1970. O estilo de jogo foi adotado por Johan Cruyff durante seu período como treinador do Barcelona de 1988 a 1996. Ele continuou a ser desenvolvido sob treinadores holandeses do Barcelona Louis van Gaal e Frank Rijkaard e foi posteriormente adotado por outros time de La Liga, porém, sabe-se que quem introduziu esse estilo de jogo foi a Seleção Brasileira de Futebol, que desde a Copa de 1950 era criticada por usar essa estratégia, considerada pelos europeus como ineficaz, porém levando o Brasil a vencer três Copas do Mundo praticamente seguidas, em 1958, 1962, e por fim, a que mais demonstrou a eficácia desse estilo de jogo, com a seleção considerada a mais forte da história em uma edição de Copa do Mundo, a seleção mega campeã do Brasil na Copa do Mundo de 1970, comandada por Pelé.  
A tradição do tiki-taka do Barcelona conseguiu seu maior sucesso como equipe durante o período de Pep Guardiola como treinador de 2008 a 2012, onde o mesmo afirma ter, como admirador do futebol brasileiro, adotado a tática após estudar as técnicas já utilizadas muito tempo antes pelo Brasil.
O sistema foi creditado com a produção de uma geração tecnicamente talentosa, apesar da pouca força física, jogadores como Xavi, Andrés Iniesta, Cesc Fàbregas e Lionel Messi; jogadores com excelente domínio, visão e passe, destacando a manutenção da posse de bola.
Raphael Honigstein descreve o Tiki-taka jogado pela Seleção Espanhola na Copa do Mundo FIFA de 2010 como "um estilo radical que evoluiu somente ao longo de quatro anos", decorrente da decisão da Espanha em 2006 que "eles não estavam resistentes e fisicamente preparados para adversários truculentos, por isso a busca na concentração em monopolizar a bola."
Jed C. Davies, treinador de futebol na Universidade de Oxford e autor de 'treinando o estilo de jogo Tiki-taka' acredita que o Tiki-taka é "entre outras coisas, uma revolução conceitual baseada na ideia de que o tamanho que quaisquer campo de futebol é flexível pode ser alterada pelo time em que ele joga. Com a posse de bola, a equipe deve buscar a criação de espaços e assim buscar fazer o campo maior possível" e o oposto sem a posse de bola utilizando marcação pressão pelo campo ao estilo Valeriy Lobanovskiy. Pep Guardiola é famoso por dizer: "você ganha a bola de volta quando há trinta metros da meta, não oitenta."[carece de fontes?]

## Visão tática
Nós temos a mesma ideia que o outro. Manter a bola, movimentar-nos com e sem a bola, criar espaços para causar perigo.

—Xabi Alonso (meio-campista espanhol)
O Tiki-taka é, acima de tudo, um pensamento sistêmico para o futebol fundado sobre a união da equipe e a abrangente compreensão geométrica do espaço em um campo de futebol.
O Tiki-taka vem sendo descrito como "um estilo de jogo baseado em fazer o seu caminho para o fundo da rede através de passes curtos e movimentação," um "estilo de passes curtos em que a bola é trabalhada cuidadosamente em várias áreas do relvado," e uma "frase nonsense adjetivada como passes curtos, posse e paciência acima de tudo." O estilo envolve movimentos constantes e trocas de posição entre os meio-campistas, movendo a bola em um padrão complexo e afiado, de passes, tocando uma ou duas vezes na bola. Tiki-taka é "tanto defensiva quanto ofensiva, em medidas iguais" – a equipe está sempre com a posse, assim sem necessitar alternar entre defender e atacar. Comentaristas contrastaram o tiki-taka com o "futebol direto de fisicalidade" e o tempo-maior de passes do Arsenal de 2007–08 de Arsène Wenger, em que Cesc Fàbregas era a ligação única entre defesa e ataque. Tiki-taka está associado a talento, criatividade e passes, mas também pode ser levado para "lento, insosso ao extremo" que sacrifica a eficácia pela beleza.

## Notável sucesso
Tiki-taka tem sido usado com sucesso pela Seleção Espanhola para vencer a UEFA Euro de 2008, a Copa do Mundo FIFA de 2010 e a UEFA Euro de 2012, e pelo Barcelona, que conquistou seis troféus em 2009 (incluindo uma tríplice coroa continental, seguidas pela Supercopa UEFA, a Supercopa da Espanha e a Copa do Mundo de Clubes FIFA), que lhes permitiu ganhar também a Liga dos Campeões UEFA 2008–09 e a Liga dos Campeões UEFA 2010–11.
Sid Lowe identifica a solidez com pragmatismo do Tiki-taka de Luis Aragonés como um fator chave para o sucesso da Espanha na Euro de 2008. Aragonés utilizou o Tiki-taka para "proteger a defesa que parecia instável [...], manteve posse e dominou as partidas" sem levar o estilo para "extremos fanáticos". Nenhum dos seis primeiros gols da Espanha no torneio vieram do Tiki-taka: cinco vieram de quebras individuais e um veio de bola parada. Para Lowe, o sucesso da Espanha na Copa do Mundo de 2010 foi a evidência do encontro de duas tradições no futebol espanhol: o estilo "poderoso, agressivo, direto" que ganhou a medalha de prata nas Olimpíadas de Antuérpia de 1920 do time que ganhou o apelido La Furia Roja ("A Fúria Vermelha"), e o estilo Tiki-taka do contemporâneo time da Espanha, focado em um jogo baseado no coletivo, em passes curtos, técnicos e possessivos.
Analisando a vitória da Espanha sobre a Alemanha na semi-final na Copa do Mundo de 2010, Honigstein descreve o estilo Tiki-taka do time espanhol como "a mais difícil versão de futebol possível: um intransigente jogo de passes, unido a intensidade, pressão forte." Para Honigstein, Tiki-taka é "uma evolução significativa" do Futebol Total porque depende da circulação da bola, ao invés da circulação entre os jogadores. Tiki-taka permitiu que a Espanha "controlasse tanto a bola quanto o adversário".

## Críticas
O jornalista Guy Hedgecoe, do site Iberosphere, argumentou que o Tiki-taka não é tão divertido por conta da escassez de atacantes puros na Seleção Espanhola e o seu uso de um falso '9' ou um meio-campista jogando como um atacante. Isso faz o jogo lotado de meio-campistas e sem defensores ou atacantes. Hedgecoe afirmou: "sem atacantes, sem defensores... sem goleiro, talvez, apenas 11 meio-campistas abençoados tecnicamente tocando a bola entre si tranquilamente até alguém decidir buscar o gol."
Após a vitória de 2 a 1 do Celtic sobre o Barcelona, sob o comando do então novo técnico Tito Vilanova, na fase de grupos da Liga dos Campeões UEFA de 2012–13 em Glasgow; Ben Hayward, repórter da ESPN e do website Goal.com criticou o Barcelona por sua preguiça de atacar e sua incapacidade de encontrar "uma alternativa de ataque quando as coisas não estavam indo para seu caminho." Hayward apontou que a derrota foi uma retrospectiva da partida em que o Barcelona não conseguiu marcar contra o Chelsea, quando os Blues os derrotaram utilizando um leque de táticas extremamente defensivas para vencer por 1 a 0 nas semi-finais da Liga dos Campeões UEFA de 2011–12 no Stamford Bridge.
José Mourinho criticou a Seleção Espanhola pela utilização de técnicas estéreis, tais como jogar sem atacantes e somente com meio-campistas. Arsène Wenger disse que a Seleção Espanhola mudou a filosofia, atacando menos e buscando menos o jogo dizendo: "originalmente, eles procuravam a posse de bola para atacar e vencer a partida; agora demonstra ser, antes de tudo, uma forma de não perder" durante a Euro de 2012. Outros acreditam que essa preguiça nas jogadas ofensivas para buscar os gols e a interminável troca de passes é chata e entediante.

## Anulando o Tiki-taka

### Temporada 2008-09
O Barcelona de Pep Guardiola enfrentou 52 times diferentes e conseguiu alcançar vitórias contra todos eles, exceto o Chelsea. Durante as semi-finais da Liga dos Campeões em 2009, o Chelsea, que era treinado por Guus Hiddink, usou uma defesa sólida, compacta e comunicativa para forçar o Barça a rematar de fora da área, com defensores como o lateral-direito José Bosingwa, ajudado pelo zagueiro John Terry e o volante Michael Essien, marcador de Lionel Messi. Com esse trabalho, a primeira partida terminou em um empate de 0 a 0 no Camp Nou, com o Chelsea sendo a primeira equipe visitante na referida temporada que não tomou gols no estádio do Barça. Na partida da volta, o Chelsea abriu 1 a 0 e clamou por inúmeros pênaltis que não marcados pelo árbitro, no entanto, Andrés Iniesta marcou nos acréscimos o empate em 1 a 1 e avançando o Barça pela regra do gol fora de casa.

### Temporada 2009-10
Nas semi-finais da Liga dos Campeões em 2010, os jogadores da Internazionale de José Mourinho negaram espaço ao Barça fazendo dupla-marcação em Messi e impedindo que Xavi imprimisse um ritmo de passes bem-sucedido. Internazionale venceu a primeira partida por 3 a 1 e mesmo perdendo por 1 a 0 na segunda partida, avançou no agregado.

### Temporada 2011-12
O técnico do Chelsea Roberto Di Matteo conseguiu conter o Tiki-taka quando sua equipe enfrentou o Barça nas semi-finais da Liga dos Campeões UEFA de 2011–12. O Chelsea de Fernando Torres usou de concentrar-se em seu próprio espaço ao invés de tentar roubar a bola como parte da estratégia da equipe para enfrentar o Barça. Vencendo batalhas nas laterais, como Ramires contra Daniel Alves, forçou para que o Barça canalizasse seus ataques para o meio-campo. O ex-ponta do Chelsea Pat Nevin percebeu que colocando três meio-campistas disciplinados na frente da primeira linha de quatro defensores negou espaços para o Barça, forçando Lionel Messi a sair da área e voltar para buscar a bola (como Messi estava fora de posição, ele ocupou o espaço do jogador do Chelsea Frank Lampard, que marcou o gol para os Blues na primeira partida). Durante a segunda partida, Di Matteo implantou um 4–5–1 com uma estrutura de meio-campo muito compacta. O Barcelona obteve 73% da posse de bola ao longo das duas partidas, além de 46 chutes contra 12 do Chelsea (11 chutes a gol do Barcelona contra 4 chutes a gol do Chelsea). Contrastando, Frank Lampard completou dois passes chaves nas duas partidas: ambos viraram assistência para gols. Tem sido sugerido que a fraqueza ofensiva do Barça é de ganhar bolas aéreas, especialmente contra uma equipe como o Chelsea que utiliza a altura e a força para controlar bolas na área. Chelsea conseguiu uma vitória por 1 a 0 no jogo de ida e um empate de 2 a 2 no jogo da volta para eliminar o Barça.

### Temporada 2012-13
A vulnerabilidade do Tiki-taka foi exposta quando o Bayern venceu o Barça pelos placares de 4 a 0 na partida de ida e por 3 a 0 na partida de volta pelas semi-finais da Liga dos Campeões UEFA de 2012–13. O treinador do Bayern Jupp Heynckes construiu em cima do deixado de seu antecessor Louis van Gaal, tornando a equipe defensivamente mais equilibrada, enquanto substituía o "futebol posicional" de van Gaal – todos devem manter seus espaços específicos no gramado quando ataca a meta adversária – por um estilo mais fluido e potente dando aos atacantes a liberdade para busca e movimentação. Na primeira partida da Liga dos Campeões UEFA em 2013, o Barcelona obtevee 63% da posse de bola, porém o Bayern obteve 11 escanteios contra 4 do Barcelona e teve 9 chutes a gol contra apenas 1 do Barcelona. Os jogadores do Bayern Bastian Schweinsteiger e Javi Martínez realizaram um trabalho de meio-campo compacto, desempenhando um papel crucial para anular as tentativas de passagens ofensivas dos meio-campistas blaugranas Xavi e Andrés Iniesta, enquanto Arjen Robben e Franck Ribéry mostraram eficácia pelas pontas.

### Copa da Confederações 2013
O Tiki-taka foi novamente exposto quando o Brasil venceu, no lendário Maracanã, a Espanha por 3 a 0 na final da Copa das Confederações FIFA de 2013. O Brasil enfrentou a Espanha, a detentora do título mundial e europeu, pela primeira vez em um torneio da FIFA em 27 anos. O Brasil acabou sendo a primeira equipe a combater o Tiki-taka com pressão ofensiva, selando sua quarta conquista de Copa das Confederações e encerrando uma sequência da Espanha de 29 partidas de invencibilidade em jogos oficiais. A posse de bola apontou 47% para o Brasil e 53% para a Espanha.

### Copa do Mundo 2014
Mais um caso de fracasso do Tiki-taka foi a participação da Seleção Espanhola na Copa do Mundo FIFA de 2014. Apesar da derrota para o Brasil na final da Copa das Confederações 2013, os espanhóis ainda chegaram ao torneio como uma das equipes favoritas a conquistar o título. Na sua estréia no torneio, o primeiro revés: na reedição da final da Copa do Mundo FIFA de 2010, a Espanha foi goleada pela Holanda, no estádio da Fonte Nova, por 5 a 1, Para a segunda partida no torneio, o técnico da Espanha, Vicente del Bosque, retirou da equipe o meia Xavi - jogador experiente do sistema do Tiki-taka na Seleção Espanhola e no Barcelona - já evidenciando o esgotamento do modelo de interminável troca de passes. A mudança não surtiu resultado e mais uma vez o Maracanã foi palco de um fracasso espanhol: a Espanha perdeu por 2 a 0 para o Chile e, com esse resultado, foi eliminada precocemente da Copa do Mundo de 2014. A Espanha ainda se despediu do torneio com uma vitória por 3 a 0 sobre a Austrália. Tal fracasso no torneio iniciou um processo de repensar o estilo de jogo da Seleção Espanhola, com jogadores declarando que seria necessária uma renovação.

## Princípios
- Saída Lavolpiana
- Bola sempre no gramado (aversão ao chutão);
- Passes realizados na diagonal;
- Sempre buscar passes curtos;
- Os passes são realizados em todas as direções;
- Os jogadores raramente correm com a bola;
- Os jogadores fazem movimentações curtas sem a bola;
- A bola é sempre passada para o pé;
- Os jogadores se movimentam de maneira livre no ataque, fazendo inversões para facilitar as opções de passe;
- Os jogadores procuram a todo momento se agruparem em formato de triangulo, para fluência e troca de passes em ritmo acelerado;
- O jogo de posição, o que possibilita o jogador com a posse ter mais de uma opção de passe;

## Diferenças entre o Tiki-taka e o Futebol Total
| “ | "Nossa forma de entender o futebol é acreditar que com a bola, com os passes e com as tabelinhas, ou seja, com a bola saindo dos nossos pés lá de trás, podemos ser bem-sucedidos." | ” |

O Tiki-taka é considerado a evolução do Futebol Total holandês desenvolvido por Rinus Michels. A diferença mais óbvia desses dois padrões de jogo é que, enquanto o Futebol Total é baseado em uma total mobilidade e liberdade dos jogadores em campo, graças ao seu grande preparo físico, o tiki-taka se adaptou à natureza do futebol espanhol. Para compensar a "deficiência física" dos jogadores espanhóis, o Tiki-taka é focado em transições lentas, passes curtos e posse constante da bola, a fim de se limitar o tempo disponível do oponente para criar ações. Com grande posse de bola e toques rápidos, aumenta-se o gasto de energia do adversário, que tem que correr atrás da bola. De acordo com Raphael Honigstein (jornalista alemão, autor de vários livros sobre táticas de futebol), Tiki-taka é "uma importante evolução do Futebol Total, mas é diferente, principalmente porque incide sobre o movimento constante da bola rente ao chão, e não dos jogadores. Controlar a bola calmamente durante muito tempo, na verdade significa também marcar o oponente, pois este é incapaz de jogar."
Resumindo: a diferença básica entre o Futebol Total e o tiki-taka é que o primeiro tem como principal característica a constante troca de posições dos jogadores, e o segundo tem como pilar a circulação de bola.

## Equipes que usam ou usaram o Tiki-taka
- Seleção Espanhola – Luis Aragonés (2004–2008), Vicente del Bosque (2008–2016),[2] Julen Lopetegui (2016–2018), Luis Enrique (2018–2022), Luis de la Fuente (2022–atualmente)
- Barcelona – Johan Cruyff (1988–1996), Pep Guardiola (2008–2012), Tito Vilanova (2012–2013), Tata Martino (2013-2014), Luis Enrique (2014–2017), Xavi Hernández (2021–atualmente)
- Real Zaragoza – Víctor Fernández (1990–1997), Pep Guardiola afirmou que o estilo de jogo do Barcelona na época em que ele era o treinador foi baseado no estilo de jogo desta equipe.[5]
- Villarreal – Manuel Pellegrini (2004–2009)[6]
- Bayern de Munique – Pep Guardiola (2013–2016)
- Corinthians – Tite (2015)
- Manchester City – Pep Guardiola (2016–atualmente)
- Audax – Fernando Diniz (2014–2016)
- Fluminense – Fernando Diniz (2019) (2022–atualmente)
- Santos – Dorival Júnior (2016), Jorge Sampaoli (2019), Fernando Diniz (2021)
- Real Madrid – Julen Lopetegui (2018)
- Napoli – Maurizio Sarri  (2016–2018)
- Universidad de Chile – Jorge Sampaoli (2011)
- Chelsea – Maurizio Sarri (2018–2019)
- Sevilla – Jorge Sampaoli (2016–2017)
- Real Betis – Quique Setién (2017–2019)
- Seleção Chilena – Marcelo Bielsa (2007–2010), Jorge Sampaoli (2013–2015), Juan Antonio Pizzi (2016–2018)
- Grêmio – Renato Gaúcho (2016–2021)
- Flamengo – Paulo César Carpegiani (1981-1983), Jorge Jesus (2019–2020), Dorival Júnior (2022)
- Atlético Mineiro – Jorge Sampaoli (2020–2021)
- Olympique de Marseille – Jorge Sampaoli (2021–2022)
- Sport Lisboa e Benfica – Jorge Jesus (2020–2021)
- São Paulo – Fernando Diniz (2019–2021), Hernán Crespo (2021)

### Variações

#### Tiki-taka à Paulista
O técnico brasileiro Fernando Diniz criou uma variação do Tiki-taka. Apelidado de Tiki-taka à Paulista, também conhecido como Dinizismo, Este estilo se diferencia do Tiki-taka tradicional por ter mais rotatividade entre os jogadores, com constantes trocas de posições em todas as zonas do campo, e por considerar o goleiro como mais um jogador de linha. Em seus times, o goleiro é mais um a participar deste constante toque de bola, por isso seu time não dá chutões nos 90min. Na filosofia do treinador, o goleiro precisa "jogar na linha, usar os pés e participar do jogo."